# Acridotheres ginginianus
Acridotheres ginginianus là một loài chim trong họ Sturnidae.
Loài chim này được tìm thấy ở các phần phía bắc của Nam Á. Chúng nhỏ hơn nhưng có màu sắc tương tự như sáo nâu, chỉ khác ở chỗ da trần màu đỏ gạch phía sau mắt thay vì màu vàng. Chúng có màu xám hơn ở mặt dưới và ở mặt này và có một chùm lông nhỏ mang một số điểm tương đồng với sáo nâu rừng rậm. Chúng được tìm thấy thành đàn trên vùng đồng bằng miền bắc và miền trung Ấn Độ, thường là trong các thị trấn và thành phố. Phạm vi của chúng dường như đang mở rộng về phía nam đến Ấn Độ. Thói quen làm tổ của chúng hầu như chỉ làm tổ ở các bờ sông bằng đất, nơi chúng đào hố và sinh sản thành đàn lớn.

## Hình ảnh

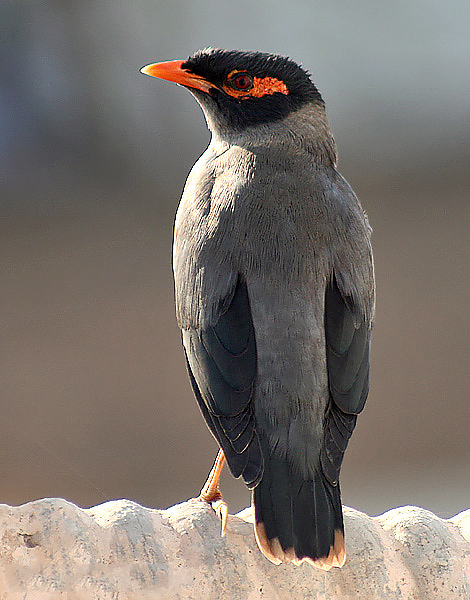
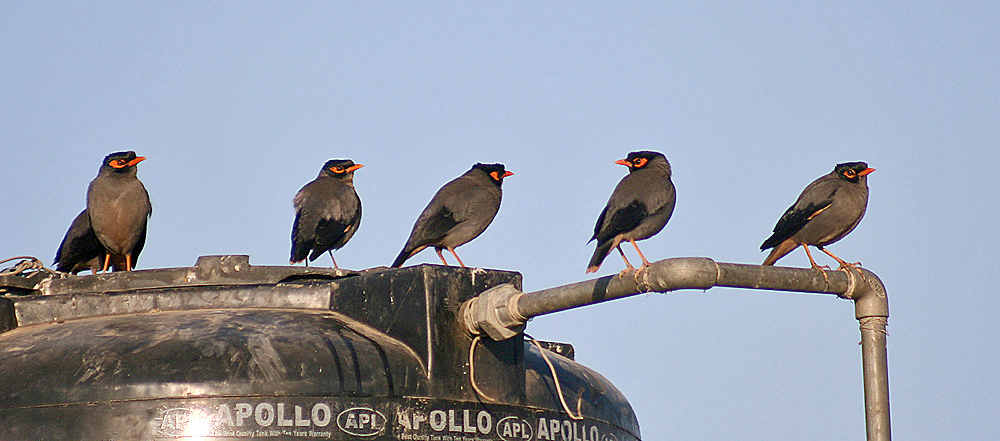
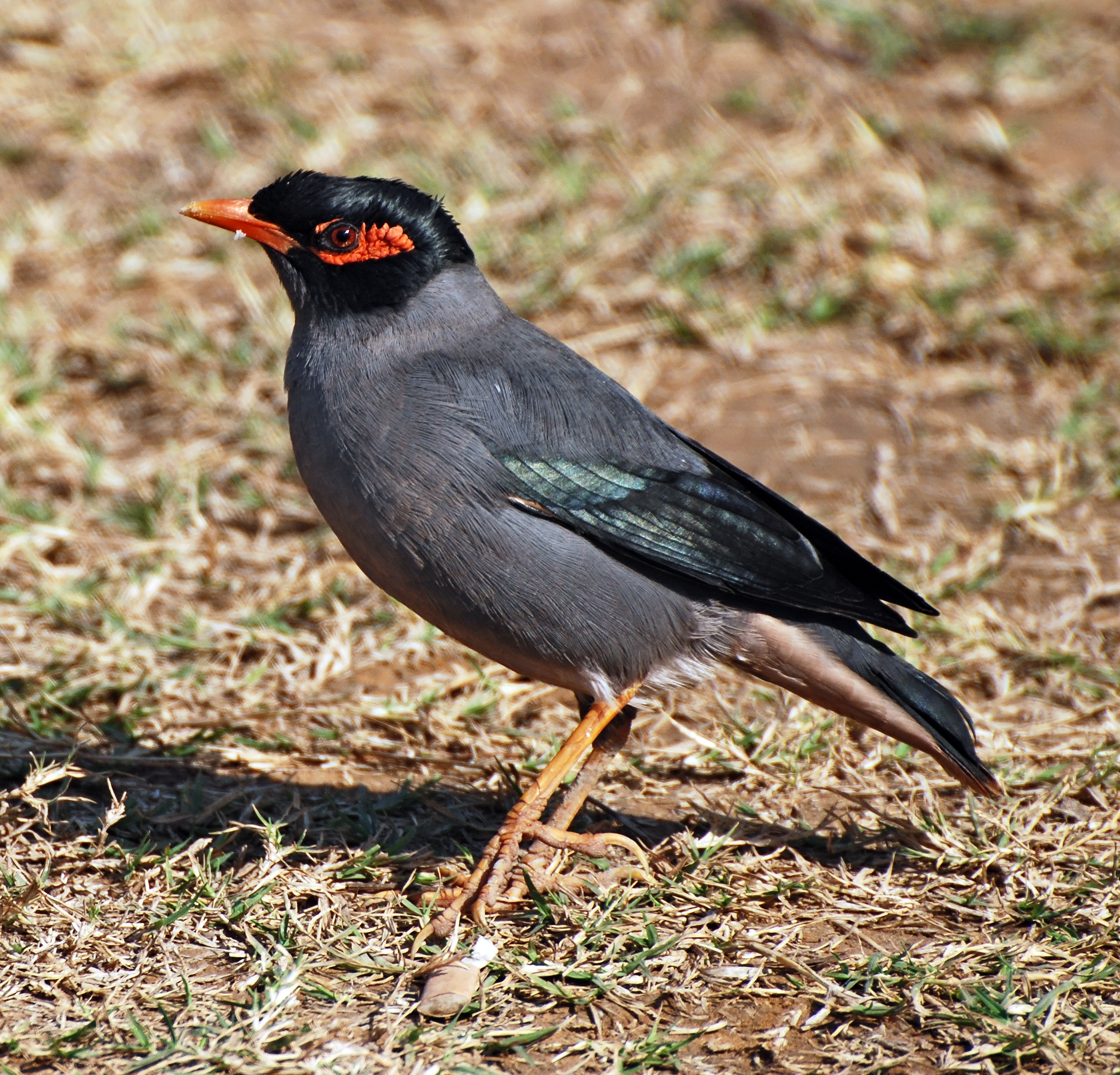
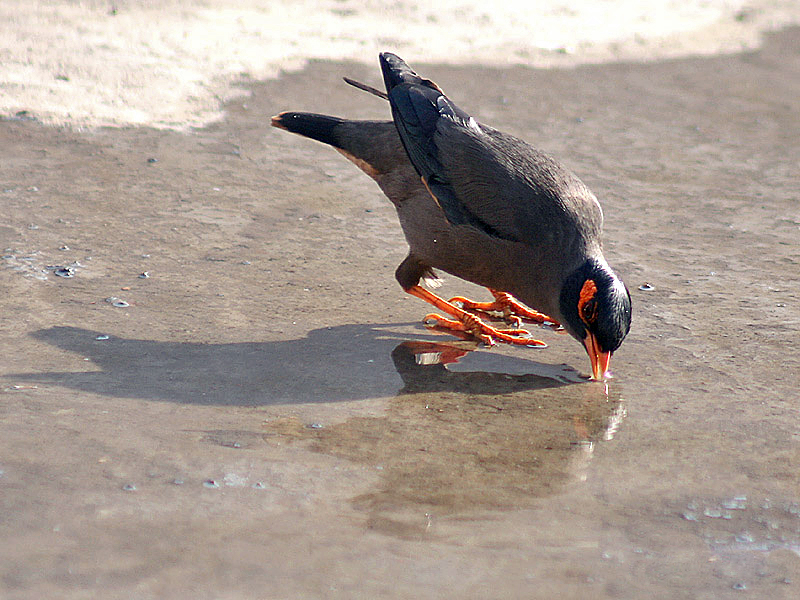